# Bojarünaschen
Bojarünaschen bezeichnete in der bessarabischen Ständeordnung zur Zeit der Zugehörigkeit zu Russland im 19. Jahrhundert Personen, die ursprünglich nicht dem Adel entstammten, aber sich „durch Verwaltung von Ämtern unter der vorigen Regierung“ Vermögen und „persönlichen Adel erworben hatten“. In der Ständeordnung befanden sie sich unter den Bojaren und über den Masülen. 